# Mammut (entreprise)
Pour les articles homonymes, voir Mammut.
Mammut est une marque Suisse d'alpinisme spécialisée dans la fabrication de cordes, vêtements, chaussures et divers matériels de montagne.

## Historique
En 1862, Kaspar Tanner a créé sa corderie artisanale à Dintikon près de Lenzbourg dans le canton d'Argovie.
En 1943, lancement de la marque Mammut.
En 1982, le groupe Zürcher Ziegeleien (de) (aujourd'hui Conzzeta (de)) reprend la société.
En 2012 (150 ans après sa création), la société Mammut Sports Group réalise 70 % de ses ventes à l’étranger et, entre 2000 et 2012, son chiffre d’affaires total passe de 25 millions à 192,6 millions de francs suisse. Les vêtements représentent environ 50 % du chiffre d’affaires, mais les cordes d’escalade demeurent toujours un segment très important.
Les cordes restent produites exclusivement à Seon dans le canton d'Argovie pour bénéficier de l'appellation « Made in Switzerland » (synonyme de qualité et de sécurité pour de nombreux clients). Mammut s'appuie sur une -tradition dans le domaine de la fabrication de cordes, et sur une expérience de plusieurs dizaines d'années dans les domaines de l'habillement, des sacs de couchage, des chaussures et des accessoires. Par ailleurs, la société écoute également largement les remarques et suggestions des nombreux sportifs qui, régulièrement, utilisent les équipements de Mammut Sports Group, les testent et participent à leur conception[source secondaire nécessaire].
Dans le domaine du marketing, Mammut est aussi à la recherche de nouvelles voies[source secondaire nécessaire]. Après la campagne médiatique autour de Mary Woodbridge, une anglaise qui souhaitait conquérir l’Everest à plus de 80 ans, Mammut se focalise sur les Test Events (depuis 2008). 
Mammut immortalise sur pellicule des événements hors du commun à des fins publicitaires, comme par exemple le laboratoire du sommeil à 2 700 mètres d’altitude, 200 personnes en file indienne sur le glacier de l'Eiger ou encore 30 guides de haute montagne au col de la Furka. Les candidats effectuent une semaine complète de tests avec séance photos pour le compte du spécialiste suisse des équipements de sports de montagne.
L'entreprise artisanale possède des filiales en Allemagne, en Norvège, aux États-Unis et au Japon, et un réseau de distribution dans plusieurs pays.

## Toko
Fondée par Jakob Tobler en 1916 à Altstätten (Suisse) sous le nom Tobler & Co.. En 1933, le nom a été abrégé en Toko, en même temps que leur premier produit de cire de ski. Divers changement de propriétaires, pour aller chez Mammut en 2003.
Le 1er septembre 2010, Mammut Sports Group AG cède la marque Toko et l'ensemble de ses activités et produits à une nouvelle filiale de la société norvégienne Swix Sport AS afin de se recentrer sur son activité principale.

## Raichle
En avril 2003, Mammut rachète Raichle, auprès des propriétaires autrichien Kneissl, bien que Raichle avait été fondée à Kreuzlingen, en Suisse. Les moules des modèles Flexon de Raichle sont quant à eux rachetés en 2004 par K2 Sports, ce qui permet à la société américaine de se lancer sur le marché des chaussures de ski.
À compter de mars 2009, les produits Raichle sont désormais commercialisés sous le nom Mammut (bien que Raichle fabriquait des chaussures depuis 100 ans).